# Aphaenogaster dlusskyana
Aphaenogaster dlusskyana (лат.) — ископаемый вид муравьёв рода Aphaenogaster из подсемейства Myrmicinae (Formicidae). Сахалинский янтарь, Россия, средний эоцен, возраст находки 43—47 млн лет. Древнейший вид рода Aphaenogaster.

## Описание
Мелкие муравьи с мономорфными рабочими. Длина тела около 4 мм, длина головы 0,77 мм, ширина головы 0,59 мм, длина скапуса 0,64 мм. Мандибулы вытянутые, треугольной формы. Скапус усика длинный, выступает за затылочный край головы примерно на одну треть своей длины. Булава усика 4-члениковая, антенны в целом 12-члениковые. Нижнечелюстные щупики 5-члениковые, нижнегубные щупики состоят из 3 сегментов. Голова с длинными отстоящими волосками. Грудка длинная и узкая. Промезонотум выпуклый. Стебелёк между грудкой и брюшком состоит из двух члеников: петиолюса и постпетиолюса (последний четко отделен от брюшка). Петиоль длинный, вдвое длиннее своей высоты, с длинной передней стебельковой частью. От всех ископаемых видов рода (их известно два десятка, но не все можно достоверно относить к этому роду) отличается длинными проподеальными шипиками заднегруди.
Вид был впервые описан в 2016 году украинским мирмекологом Александром Радченко и палеонтологом Евгением Перковским (Институт зоологии НАНУ, Киев, Украина). Видовое название A. dlusskyana дано в честь крупного российского мирмеколога Геннадия Михайловича Длусского (1937—2014). Ранее был описан ископаемый вид Aphaenogaster amphioceanica (Доминиканский янтарь), но у него сильно вытянутая голова и развит затылочный «воротник».